# Het Stevenshofje in Leiden
Het Stevenshofje in Leiden (Duits: Stevenstift in Leiden) is een schilderij van de Duitse kunstschilder Max Liebermann, begonnen in 1889 en voltooid in 1890, olieverf op doek, 78 × 100 centimeter groot. Het toont een tafereel op de binnenplaats van het Sint Stevenshofje in de binnenstad te Leiden, geschilderd in een door het impressionisme beïnvloede stijl. Het schilderij behoort sinds 1978 tot de collectie van de Alte Nationalgalerie in Berlijn.

## Context
Van 1872 tot aan de Eerste Wereldoorlog bracht Liebermann bijna ieder jaar een groot deel van de zomer in Nederland door. In de zomer van 1889 verbleef hij in Katwijk. Van daaruit reisde hij naar Leiden, waar de hier besproken versie van het Stevenshofje ontstond, mede op basis van ter plekke gemaakte tekenstudies.
Het Stevenshofje, ook wel het "Convent van Tetterode" genoemd (naar de oprichter), is een van de hofjes in de Leidse binnenstad, gelegen aan de Haarlemmerstraat. In de tijd toen Liebermann zijn schilderij maakte diende het nog steeds als rusthuis voor armlastige ouderen, wat ook het oorspronkelijke doel was.

## Afbeelding
Thematisch kan Liebermanns Stevenstift in Leiden gezien worden in het verlengde van een aantal eerdere werken die hij maakte van rust- en weeshuizen. Ook compositorisch vertoont het schilderij een duidelijke gelijkenis met eerdere deze werken, zoals Pauze in het Amsterdamse weeshuis. De strakke diagonale perspectiefstructuur, uitgewerkt langs het straatje en de gebouwen, is kenmerkend. Werkend als altijd in de open lucht of op basis van 'en plein air' gemaakte studies, is er veel aandacht voor de lichtinval en kleuraccenten, hier weergegeven in de bloemen in het groen van de tuin en de felrode daken op de achtergrond. De door Liebermann in de oud-Nederlandse binnenstadarchitectuur zo bewonderde harmonie tussen gebouwen en omgeving weerspiegelt zich in het werk.

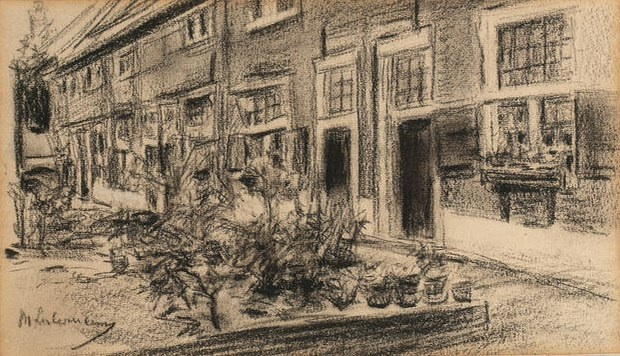
Studie vanuit een andere gezichtshoek.

De aandacht die Liebermann in dit werk geeft aan het natuurlijke element is nieuw in zijn oeuvre. De zomergroene tuin bestrijkt een groot deel van het doek en domineert de figuren, die bijna letterlijk naar de zijkant worden gedrukt. Zijn gevoel voor Hollandse gezelligheid alsook zijn Duitse burgerzin blijven nog herkenbaar, maar de verminderde aandacht voor het sociale aspect in zijn latere werk tekent zich reeds af.
Duidelijk anders dan in zijn vroege werk is ook de techniek die Liebermann hanteert. Waar hij eerder vooral werkte op basis van principes uit de realistische tekenkunst, maakt hij hier gebruik van dikke penselen en zelf spatels om de verf aan te brengen. Met name in het groengedeelte van de tuin en de bijna abstract uitgewerkte bestrating is dit duidelijk zichtbaar. Met deze nieuwe werkwijze probeerde hij het vluchtige van het moment te vangen. Het markeert zijn definitieve keuze voor het impressionisme.

## Opmerkingsgave
Stevenstift in Leiden toont een min of meer toevallige waarneming, typerend voor het impressionisme, te zien als een uiting van Liebermanns estheticistisch gevoel voor de alledaagse werkelijkheid. Als buitenlander had hij de gave om iets bijzonders te zien in motieven die zijn Hollandse collega's over het hoofd plachten te zien. Zijn vriend Jan Veth schreef hierover: 
Hebben wij niet van kindsbeen af gemeenzaam verkeerd met wat misschien de beste van Liebermanns schilderijen ons vertonen. Die figuren uit het oudemannenhuis, de weesmeisjes, de wasvrouwen en kantwerkers..., we hebben ze allemaal veel nader leren kennen dan het aan Liebermann mogelijk is geweest. Maar hij weet beter dan wijzelf aan hen iets karakteristieks te ontdekken, iets dat wij verleerd hebben te zien en dat misschien hun eigenste wezen het meest nabij komt.